# Silver City (Mississippi)
Silver City é uma cidade  localizada no estado americano de Mississippi, no Condado de Humphreys.

## Demografia
Segundo o censo americano de 2000, a sua população era de 337 habitantes.
Em 2006, foi estimada uma população de 311, um decréscimo de 26 (-7.7%).

## Geografia
De acordo com o United States Census Bureau tem uma área de
1,7 km², dos quais 1,6 km² cobertos por terra e 0,1 km² cobertos por água. Silver City localiza-se a aproximadamente 33 m acima do nível do mar.

## Localidades na vizinhança
O diagrama seguinte representa as localidades num raio de 28 km ao redor de Silver City.